# LTP Challenger 2024
Il LTP Challenger 2024 è stato un torneo maschile di tennis professionistico. È stata la 3ª edizione del torneo, facente parte della categoria Challenger 75 nell'ambito dell'ATP Challenger Tour 2024, con un montepremi di 82 000 $. Si è giocato dal 23 al 29 settembre 2024 sui campi in cemento del LTP Mount Pleasant di Charleston, negli Stati Uniti.

## Partecipanti

### Teste di serie
| Nazionalità | Giocatore           | Ranking* | Testa di serie |
| ----------- | ------------------- | -------- | -------------- |
| Stati Uniti | Christopher Eubanks | 116      | 1              |
| Stati Uniti | Learner Tien        | 151      | 2              |
| Australia   | Tristan Schoolkate  | 168      | 3              |
| Stati Uniti | Jeffrey John Wolf   | 170      | 4              |
| Stati Uniti | Denis Kudla         | 181      | 5              |
| Stati Uniti | Patrick Kypson      | 186      | 6              |
| Giordania   | Abedallah Shelbayh  | 193      | 7              |
| Stati Uniti | Tristan Boyer       | 200      | 8              |
| Stati Uniti | Brandon Holt        | 205      | 9              |

* Ranking al 16 settembre 2024.

### Altri partecipanti
I seguenti giocatori hanno ricevuto una wild card per il tabellone principale:
- Micah Braswell
- Henry Lieberman
- Andres Martin

I seguenti giocatori sono entrati in tabellone come special exempt:
- Naoki Nakagawa
- James Trotter

I seguenti giocatori sono passati dalle qualificazioni:
- Stefan Dostanic
- Ernesto Escobedo
- Alex Rybakov
- Bor Artnak
- Govind Nanda
- Felix Corwin

Il seguente giocatore è entrato in tabellone come lucky loser:
- Edas Butvilas

## Punti e montepremi
| Torneo    | Torneo              | V     | F     | SF    | QF    | 2T    | 1T  | Q | Q2  | Q1  |
| Singolare | Punti               | 75    | 44    | 22    | 12    | 6     | 0   | 4 | 2   | 0   |
| Singolare | Premi in denaro ($) | 9 880 | 5 820 | 3 450 | 2 000 | 1 165 | 720 | – | 360 | 185 |
| Doppio    | Punti               | 75    | 44    | 22    | 12    | –     | 0   | – | –   | –   |
| Doppio    | Premi in denaro ($) | 4 250 | 2 450 | 1 480 | 880   | –     | 500 | – | –   | –   |

## Campioni

### Singolare
Edas Butvilas ha sconfitto in finale  Nishesh Basavareddy con il punteggio di 6–4, 6–3.

### Doppio
Luke Saville /  Tristan Schoolkate hanno sconfitto in finale  Calum Puttergill /  Dane Sweeny con il punteggio di 6(3)–7, 6–1, [10–3].